# Robotniczo-Chłopska Rada Obrony
Robotniczo-Chłopska Rada Obrony – została utworzona 30 listopada 1918 w Rosji Radzieckiej, w celu zabezpieczenia sprawnej jedności kierownictwa politycznego i wojskowego oraz ścisłej koordynacji pomiędzy frontami a zapleczem.
Na czele Rady stał Włodzimierz Lenin. Była ona najwyższym państwowym organem w zakresie obrony kraju. Jej decyzje obowiązywały wszystkie resorty i organizacje radzieckie.